# 레트로팝스
《조PD의 레트로팝스》는 MBC 표준FM의 라디오 프로그램이다. 새벽 1시부터 새벽 2시까지 방송되며, 진행자는 조정선 PD이다. 2020년 5월 11일부터 2020년 11월 15일까지 6개월간 봄 개편으로 비틀즈 라디오 종영 이후 본 프로그램이 시작되었지만, 이후 심야다방이 시작한다.

## 같이 보기
- MBC
- MBC 표준FM